# Туркало Наталія Миколаївна
Наталія Миколаївна Туркало, до шлюбу Майдабура (нар. 25 червня 1982, м. Тернівка, Дніпропетровська область) — українська гандболістка, яка грала за львівську «Галичанку». У 2010 та 2012 роках викликалась до збірної України. Виступає на позиції розігруючої. Тричі визнавалася найкращим гравцем української гандбольної Суперліги 2011/12, 2012/13 і 2015/16. Майстер спорту, гандболом займається з 1990 року.

## Біографія
Наталія народилася 25 червня 1982 року у містечку Тернівка, Дніпропетровської області. Батько займався футболом і під час служби мав кличку Гаррінча. Мама в студентські роки була однією з найкращих легкоатлеток свого навчального закладу.
На початку навчального року, коли Наталя пішла у третій клас, на урок завітав тренер з місцевої ДЮСШ «Темп». Він запросив дівчат 1982 року народження у гандбольну секцію. Дівчинка завжди активно брала участь у шкільних кросах, грала у футбол з хлопцями, полюбляла піонербол, але не мала уявлення про гандбол і вирішила спробувати свої сили у новому виді спорту. Першим тренером Наталії став Валерій Білоконь. Вже через кілька днів занять новачка поставили на змагання, а правила гри розповіли під час матчу. Саме від Валерія Білоконя отримала прізвисько Май (скорочено від свого дошлюбного прізвища Майдабура), яке згодом це перетворилося на Мая.

### Освіта
1999 року випустилася з секції «Гандбол» Броварського училища фізичної культури. 2006 року також закінчила Львівський державний інститут фізичної культури. Магістр фізичної реабілітації, викладачка.

## Клубна кар'єра
У 10 класі потрапила до Броварського вищого училища фізичної культури, після якого поза конкурсом вступила до Харківського державного інституту фізичної культури. На студентській Спартакіаді Наталю запримітив тодішній президент львівської «Галичанки» Григорій Савчук і запропонував перебратися до Львова. Спочатку Наталія поїхала в Харків, але під час тренувального збору з місцевою командою зрозуміла, що зробила помилку, й таки опинилася у віці 17 років опинилася у «Галичанці».
На початку 2009 року команда розвалювалася і Туркало отримала запрошення із Білорусі. Перед самим від'їздом їй зателефонував колишній президент «Галичанки» Ростислав Кисіль і запропонував залишитися на що вона погодилася.
Літом 2010 року, після 11 років виступів у «Галичанці», розігруюча таки змінила команду і перейшла в ужгородські «Карпати». Провела в «Карпатах» три роки у ролі капітанки, а у сезоні 2012/13 стала найкращою бомбардиркою клубу. Потім пішла в декретну відпустку.
Через 6 місяців після народження донечки Анни повернулася в «Галичанку», хоча також мала пропозицію і від «Карпат». У сезонах 2013/14 і 2014/15 з «Галичанкою» виходила до півфіналу Кубка виклику. У 2016 році здобуває з «Галичанкою» Кубок та Суперкубок України. За ці три сезони тричі поспіль ставала чемпіонкою України.
У міжсезоння 2017-го року вирішує завершити ігрову кар'єру.
Пізніше відновила кар'єру і продовжила виступи у польській команді «Ярослав», що виступає у першій лізі.

## Збірна

### Національна збірна
У листопаді 2006 року у складі збірної України стала бронзовою призеркою міжнародного турніру Кубок Сілезії у місті Катовиці, а у складі збірної України з пляжного гандболу посіла 4 місце на чемпіонаті Європи.
У липні 2008 року у складі збірної України брала участь у чемпіонаті світу з пляжного гандболу.
У складі національної збірної команди України посідала 12 місце на Євро-2010 і 14 місце на чемпіонаті Європи-2012.

## Титули та досягнення

### Командні
«Карпати»
- Суперліга
  -  Чемпіонка (2): 2011/12, 2012/13

«Галичанка»
- Суперліга
  -  Чемпіонка (3): 2014/15, 2015/16, 2016/17

- Кубок України
  -  Володарка (1): 2016

- Суперкубок України
  -  Володарка (1): 2016[12]

 Збірна України
- Переможниця Кубку І. Турчина (1): 2011
- Бронзова призерка Кубку Сілезії (1): 2006

### Особисті
- Найкраща гандболістка чемпіонату України (3): 2011/12, 2012/13, 2015/16
- Найкращий гравець Фіналу чотирьох Кубка України: 2016[13]
- Найкращий гравець 2 туру сезону 2016/17 Балтійської ліги у складі «Галичанки»[14]

## Особисте життя
Чоловік Віктор Туркало. З ним познайомилася у церкві студенткою другого курсу львівського інфізу. У них є донька Анна. 